# 109 v. Chr.
Portal Geschichte | Portal Biografien | Aktuelle Ereignisse | Jahreskalender | Tagesartikel

◄ |
3. Jahrhundert v. Chr. |
2. Jahrhundert v. Chr. |
1. Jahrhundert v. Chr. |
►

◄ | 120er v. Chr. | 110er v. Chr. | 100er v. Chr. | 90er v. Chr. |
80er v. Chr. |
►

◄◄ | ◄ | 112 v. Chr. | 111 v. Chr. | 110 v. Chr. | 109 v. Chr. |
108 v. Chr. |
107 v. Chr. |
106 v. Chr. |
► |
►►
Staatsoberhäupter

## Ereignisse

### Politik und Weltgeschehen
- Konsul Quintus Caecilius Metellus setzt den Jugurthinischen Krieg der Römer gegen König Jugurtha von Numidien fort.

### Wissenschaft und Technik
- Der chinesische Historiker Sima Qian beginnt mit dem Verfassen des Shiji, des ersten Beispiels chinesischer Geschichtsschreibung.

## Geboren
- Gaius Marius der Jüngere, römischer Politiker († 82 v. Chr.)

## Gestorben
- Samos II., König von Kommagene
- 110/109 v. Chr.: Kleitomachos, hellenistischer Philosoph (* 187/186 v. Chr.)